# Stromingsweerstand

Stroming langs een bolvormig object: stroomlijnen, stromingsweerstand F_{d} en zwaartekracht F_{g}

Stromingsweerstand (in het Engels drag) is de weerstandskracht op een bewegend object in een stationair fluïdum of een bewegend fluïdum langs een stationair object. Die kracht zal dus altijd in de tegenovergestelde richting van de beweging werken. Het object kan in sommige gevallen ook een fluïdum (of het contactoppervlak van de twee) zijn, wanneer twee fluïdum-lagen apart van elkaar bewegen en in contact zijn. Echter is het in de bekende gevallen een object van een vaste stof langs een fluïdum. Het is een primair begrip in de stromingsleer, fysische transportverschijnselen, aerodynamica en hydrauliek.

## Voorbeelden
Een bekend voorbeeld van een stromingsweerstand is de luchtweerstand, waar de omgevingslucht het fluïdum is en de weerstandskracht uitoefent op een voorwerp, als het zich door de lucht voortbeweegt. Dit fenomeen speelt een grote rol in de luchtvaartkunde. Luchtweerstand speelt ook een omgekeerde rol bij een harde windvlaag langs een stilstaand gebouw.
Op analoge wijze wordt weerstand ondervonden van elk ander medium (fluïdum) waar een voorwerp zich doorheen beweegt en vice versa. De formule voor luchtweerstand geldt niet alleen voor lucht, maar ook voor andere fluïda (gassen, vloeistoffen, plasma's, en tot op zekere hoogte plastische vaste stoffen), vandaar de algemene term 'stromingsweerstand'.
Enkele voorbeelden van bekende natuurkundige fenomenen waar stromingsweerstand plaatsvindt zijn:
- vogels, die door de lucht vliegen
- een bal, die door de lucht heen naar de grond valt
- een belletje, dat door een koolzuurhoudende drank naar het oppervlak beweegt
- zeewater, dat langs de rotsen stroomt
- een stromende rivier langs een rivierbedding
- leidingwater, dat langs een splitsing van een leiding stroomt

## Stroming en vorm
| Stroming en object | Vorm  | Wrijving |
| ------------------ | ----- | -------- |
|                    | ~0%   | ~100%    |
|                    | ~10%  | ~90%     |
|                    | ~90%  | ~10%     |
|                    | ~100% | ~0%      |

De stromingsweerstand kan worden opgedeeld in twee elementen die een effect hebben op de hoeveelheid weerstandskracht. Het gaat hier om: 
- de vorm en grootte van het object (form drag of pressure drag), wat wordt meegenomen als de weerstandscoëfficiënt {\displaystyle C_{\mathrm {w} }}
- de wrijving van het contactoppervlak (skin friction drag of viscous drag), wat wordt meegenomen als het contactoppervlak {\displaystyle A}

## Formule
De stromingsweerstand of weerstandskracht, die een voorwerp ondervindt als het zich voortbeweegt door een medium, of vice versa, is bij benadering te berekenen met de formule:
{\displaystyle F_{\mathrm {D} }={\tfrac {1}{2}}\ \rho \ v^{2}\ A\ C_{\mathrm {w} }}
Daarin is:
{\displaystyle F_{\mathrm {D} }} de kracht die op het voorwerp werkt tijdens de beweging;
{\displaystyle \rho } de dichtheid van de stof waarin het voorwerp zich voortbeweegt;
{\displaystyle v} de relatieve snelheid van het voorwerp ten opzichte van het medium waarin het voorwerp zich voortbeweegt;
{\displaystyle A} de geprojecteerde oppervlakte van het voorwerp loodrecht op de bewegingsrichting;
{\displaystyle C_{w}} de weerstandscoëfficiënt, afhankelijk van de vorm van het object.
De benadering geldt voor voorwerpen die zich met relatief hoge snelheid door een ijl medium voortbewegen.

## Luchtweerstand

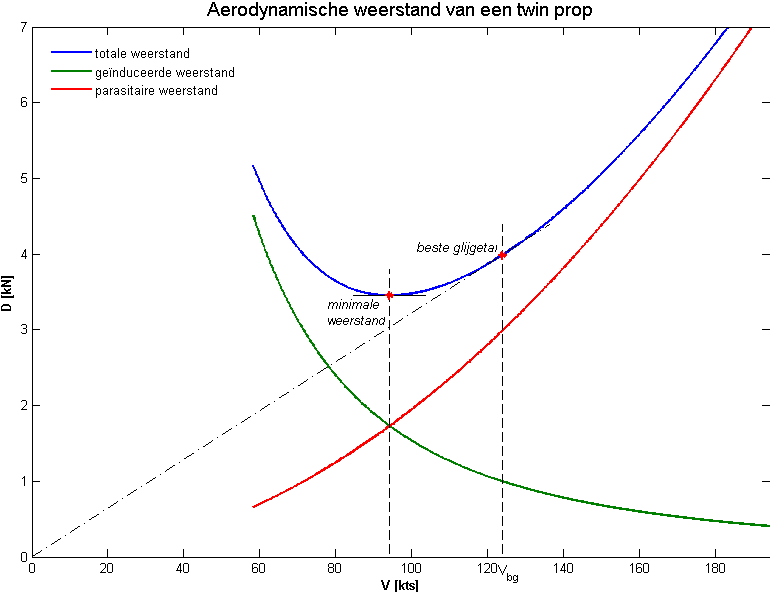
Luchtweerstand van een vliegtuig

Luchtweerstand is de kracht die de lucht uitoefent op een voorwerp, als het zich door de lucht voortbeweegt.
In de luchtvaart wordt een iets andere formulering gebruikt voor luchtweerstand. In plaats van de geprojecteerde oppervlakte wordt de vleugeloppervlakte gebruikt. De standaardformule is:
{\displaystyle D={\tfrac {1}{2}}\ \rho \ v^{2}\ S\ C_{\mathrm {d} }}
Daarin is:
{\displaystyle D} de weerstandskracht;
{\displaystyle \rho } de massadichtheid van lucht - omgekeerd evenredig met temperatuur;
{\displaystyle v} snelheid ten opzichte van de lucht;
{\displaystyle S} oppervlakte van de vleugel;
{\displaystyle C_{\mathrm {d} }} de weerstandscoëfficiënt.
Daarnaast wordt onderscheid gemaakt tussen twee vormen van luchtweerstand:
- parasitaire weerstand, evenredig met het kwadraat van de luchtsnelheid
- geïnduceerde weerstand, omgekeerd evenredig met het kwadraat van de luchtsnelheid